# تاكاهيرو أكيموتو
تاكاهيرو أكيموتو (باليابانية: 明本 考浩) (مواليد 31 يناير 1998) هو لاعب كرة قدم ياباني.

## وصلات خارجية
- تاكاهيرو أكيموتو على موقع رابطة كرة القدم اليابانية للمحترفين (اليابانية)
- تاكاهيرو أكيموتو على موقع إي إس بي إن إف سي (الإنجليزية)
- تاكاهيرو أكيموتو على موقع قاعدة بيانات كرة القدم.إي يو (الإنجليزية)
- تاكاهيرو أكيموتو على موقع Soccerbase.com (لاعب) (الإنجليزية)
- تاكاهيرو أكيموتو على موقع Soccerway.com (الإنجليزية)
- تاكاهيرو أكيموتو على موقع عالم كرة القدم.نت (الإنجليزية)